# Plessis-Belleville
Plessis-Belleville – miejscowość i gmina we Francji, w regionie Hauts-de-France, w departamencie Oise.
Według danych na rok 1990 gminę zamieszkiwało 2580 osób, a gęstość zaludnienia wynosiła 376 osób/km² (wśród 2293 gmin Pikardii Plessis-Belleville plasuje się na 96. miejscu pod względem liczby ludności, natomiast pod względem powierzchni na miejscu 702.).